# Grande Premio de Portugal-Golden Prize
El Grande Premio de Portugal-Golden Prize es la carrera de caballos más prestigiosa de 
Portugal. Esta carrera se viene haciendo desde el año 2000 en varios hipódromos del país, sobre distancias de 2000 a 2400 metros.

## Ganadores
| Año  | Ganador              | Cuadra            | Jockey           |
| ---- | -------------------- | ----------------- | ---------------- |
| 2014 | Fleche D´arcis (FR)  | Methapor          | Dinis Ferreira   |
| 2013 | Icy River (FR)       | Equimanos         | Augusto Pereira  |
| 2012 | Barathea Bay (IRE)   | Luzerpalha        | Ricardo Ferreira |
| 2011 | Hong Kong Boy (FR)   | Equimanos         | Sara Oliveira    |
| 2010 | Cash Point (SPA)     | Maia Alfe         | Sara Oliveira    |
| 2009 | Call Me Samito (FR)  | SA Ribeiro        | Nelson Santos    |
| 2008 | Les Roques (FR)      | Conquistador      | Ricardo E. Silva |
| 2007 | Narvalo (FR)         | Fernando Ferreira | Dinis Ferreira   |
| 2006 | Feu Follet (IRE)     | Stand Carmo       | Filipe Vaz       |
| 2005 | Neyev d´Eurie (FR)   | Joker             | Helder Pereira   |
| 2004 | Tauro (SPA)          | Paulo Gonçalves   | Tiago Silva      |
| 2003 | Must de Clazeul (FR) | Nuno Oliveira     | Nelson Santos    |
| 2002 | Lost Country (FR)    | Paulo Abreu       | Helder Pereira   |
| 2001 | Haramira (FR)        | Stand Carmo       | Gaspar Vaz       |
| 2000 | Garigliano (FR)      | HÁ2               | Joâo Cunha       |

- Datos: Q5884748